# Parc Nacional dels Baixos Tatra
El Parc Nacional dels Baixos Tatra - (eslovac) Národný park Nízke Tatry - és un dels nou parcs nacionals d'Eslovàquia. Es troba a la serralada dels Baixos Tatra, al centre d'Eslovàquia, entre els rius Váh i les valls del riu Hron. Té una superfície de 728 km², amb una àrea perifèrica de 1.102 km². És el parc nacional més gran del país.
Es divideix entre la regió de Banská Bystrica (districtes de Banská Bystrica i Brezno), la regió de Žilina (districtes de Ružomberok i Liptovský Mikuláš) i la regió de Prešov (districte de Poprad). El parc fou establert el 1978 i al començament cobria 811 km², amb una zona perifèrica de 1.240 km². Els seus límits foren ajustats el 1997, reduint-ne la superfície total a 1.830 km².
La cima més alta és el mont Ďumbier, a 2.043 m.